# Mesterséges nyelv
A mesterséges nyelv olyan nyelv, melynek szókészletét és nyelvtanát ember vagy emberek tudatosan tervezték, és nem természetes fejlődés során alakult ki egy kultúra részeként, természetes nyelvként. 

## Sajátosságai
Míg a természetes nyelvek (a nemzeti nyelvek és nyelvjárások többsége) hosszú történeti fejlődés során, apró lépésekkel alakulnak, használóik szinte folyamatosan, bár többnyire öntudatlanul módosítják őket, és általános kommunikációs célokra szolgálnak (azaz gyakorlatilag bármilyen témáról lehet az ilyen nyelveken információt közölni), addig a mesterséges nyelvek többnyire dátumhoz és szerzőkhöz köthetően alakulnak ki, többnyire egy-egy szűk szakterület, érdeklődés vagy célszerűség szolgálatában, szabályaik nagy része tudatosan megformált, nem pedig a mindennapi használat által alakított, és többnyire jóval rövidebb életűek a természetes nyelveknél, viszont élettartamuk alatt sokkal állandóbbak.
Hozzá kell tennünk, hogy a két fogalom: természetes és mesterséges nyelv közé nem feltétlenül vonható éles határ. A természetes nyelveknek számos, a mesterséges nyelvekre hasonlító jellemzője és rétege van (nyelvújítások, szubkulturális nyelvi rétegek), míg a mesterséges nyelvek elegendő hosszú ideig használva, felvehetik a természetes nyelvek olyan jellemzőit, mint pl. a változékonyság, valamint a szigorú szabályok konvencióvá szelídülése, vagy a szerzők kilétének elmosódása (pl. az elemi algebra mint formális nyelv).
Céljuk szempontjából a mesterséges nyelvek több fő csoportra oszthatóak:
- a nemzetközi közvetítő nyelvek (ial: international auxiliary languages) olyan mesterségesen létrehozott nyelvek, melyek a nemzetek különböző nyelvet beszélő tagjainak eszmecseréjét kívánják segíteni (eszperantó)
- a rejtjelezésre használt nyelvek a titkosszolgálatok, bűnözői és szélsőséges politikai csoportok, üzleti és ipari vállalatok, és más hasonló érdekcsoportok eszközei a titkos kommunikációra;
- a tudományos célból, például elméletek leírására, gépek működtetésére vagy gépekkel való kommunikációra használatos, többnyire formális nyelveket angolul újabban engineered languagesnek nevezik a szakirodalomban. Ide sorolják az emberi kommunikációra készített, azonban az automaták nyelveihez hasonló logikai és nyelvészeti alapelvek mentén készített "ideális" és "filozófiai" nyelveket is, mint pl. a lojban.
- A művészi célból létrehozott mesterséges nyelvek (pl. sindarin, klingon).

A nyelvészet mesterséges nyelvekkel foglalkozó ágát interlingvisztikának hívják.
Jelenleg a nyelvészek a mesterséges nyelvek számát körülbelül 1000-re becsülik[forrás?], de az egyes nyelvek kidolgozottsága jelentősen eltérhet egymástól. Többségük csak tervezet maradt, a gyakorlatban nem használják őket.

## Típusai
A mesterséges nyelveket gyakran két csoportba sorolják: a priori nyelvek, melyek nyelvtanának és szókészletének nagy részét a kezdetektől újonnan készítették egy adott cél érdekében, és az a posteriori nyelvek, melyek nyelvtana és szókészlete egy már létező nyelven alapul, vagy ahhoz hasonló. Az a priori nyelvtervezés korszaka 1870-es évek végén ért véget. Közel ekkor fejeződött be a paszigráfiák korszaka is.
A zonális nyelv olyan mesterséges nyelv, melynek szerkesztésekor az alapul vett forrásnyelvek egy nyelvcsaládból származnak. Ilyen módon beszélhetünk interszláv, intergermán stb. nyelvekről. Ilyen nyelv például a slovio.
Egy mesterséges nyelvet lehetséges „anyanyelvként” beszélni akkor, ha valakit szülei gyerekkorában ismertetnek meg a nyelvvel, például az eszperantót becslések szerint 200-2000 személy használja anyanyelvi szinten. Volt próbálkozás egy klingon anyanyelvű gyerek felnevelésére, azonban a szótár nem volt elég nagy ahhoz, hogy egy otthonban felmerülő összes fogalom leírható legyen vele, például a szótár kiegészített változatának megjelenése előtt nem volt szó az „asztal” megnevezésére (azóta van: raS).

## A mesterséges nyelvek története

### Ókori nyelvészeti kísérletezések
A klasszikus antikvitás kezdete jelenti a nyelvtani spekulációk elterjedését, melyre példa többek között Platón „Cratylus”-a. Ebben Hermogenes azt vitatja, hogy a szavak nem kapcsolódnak eredendően a jelentésükhöz; mindenki „valami sajátosat vetít a dologra”. A „Deipnosophistae” harmadik könyvében Naukratiszi Athénaiosz a szicíliai Dionüsziosz és Alexarkusz történetét meséli el. Dionüsziosz nyelvújítást kísérelt meg olyan szavakkal, mint a menandrosz „szűz” (a menei „várakozás” és andra „férj” szavakból), menekratész „oszlop” (a menei „egy helyben marad” és kratei „erős” szavakból), vagy ballantion „dárda” (a balletai enantion „valaki felé hajítani” szavakból). Habár elterjedtebb görög kifejezés ezekre a parthenosz, sztulosz és az akon. Macedóniai Alexarkusz, Kasszandrosz király testvére, alapította Uranopolisz városát. Athénaoisz beszámol Hérakleidész Lembosz történetéről, melyben Alexarkusz egy „különös szókészletet vezet be”: a kakast „hajnal-kiáltónak”, a borbélyt „halandó-borotválónak”, a drachmát „megmunkált ezüstnek” és a hírnököt „nagy-hangúnak” (görögül aputész, az éputa szóból) nevezte. Írt egyszer a kaszandreai állami hatóságoknak: „Abból, ami ebben a levélben áll, véleményem szerint, még egy püthiai isten sem értene semmit.” A klasszikus filozófusok által javasolt nyelvtan mechanizmusa létező nyelvek értelmezésére teremtetett (mint például a latin, görög vagy szanszkrit), és nem használták új nyelvtani rendszerek létrehozására. Pánini, aki nagyjából Platón kortársa volt, szabályrendszert alkotott a nyelvek értelmezésére, oly módon, hogy nyelvtanának a szövege természetes és mesterséges nyelvek keverékének tekinthető.

### Korai mesterséges nyelvek
A legkorábbi mesterséges nyelveket inkább tartották „természetfelettinek”, misztikusnak vagy isteni eredetűnek, mint „szerkesztettnek”. A Lingus Ignota, melyet Szt. Hildegard jegyzett fel a 12. században; valójában egy misztikus ének. Fontos példája még a közel-keleti kultúrából való Balaibalan, mely a 16. században keletkezett (Higley, 2007). A kabbalista nyelvtani spekuláció arra irányult, hogy megtalálja az Ádám és Éva által beszélt eredeti nyelvet, amely elveszett a bábeli zűrzavarban. Dante Alighieri, a De vulgari eloquentia című művében keresi azt az ideális olasz nemzeti nyelvet, mely megfelel irodalmi használatra. Ez az első erre irányuló keresztény törekvés. Ramon Llull Ars Magna-ja a tökéletes nyelv tervezete, mellyel a hitetleneket meggyőzhették a keresztény hit igaz voltáról. Alapjában véve ez a kombinatorika egy adott fogalomcsoportra történő alkalmazását jelentette. A reneszánsz korszakában a lulli és kabbalisztikus ideákat egy varázslatos kontextusban ábrázolták, ami kriptográfia alkalmazását tette szükségessé. A Voynich kézirat valószínűleg ennek példája.

### Nyelvtökéletesítés
Az ókori Egyiptom, nevezetesen Hórapollón Hierogliphikája, valamint a kínai írás iránt való érdeklődés egy tökéletes írott nyelv kidolgozásának fontosságára irányította a kor emberének figyelmét. Johannes Trithemius próbálta bemutatni Steganographia és Polygraphia című műveiben miként lehet minden nyelvet egyetlen nyelvre leredukálni. A 17. század során, rózsakeresztesek és alkimisták kutatták a varázslat nyelvét (mint John Dee és az általa teremtett Énóki nyelv). Jakob Boehme az érzékek „természetes nyelvé”-ről beszélt 1623-ban (Natursprache). A reneszánsz zenés nyelveit összekötötték a misztikummal, varázslattal és alkímiával, sőt időnként a madarak nyelvének nevezték. A Solresol nyelvet François Sudre dolgozta ki 1827-ben, ezzel egy pragmatikusabb kontextusba helyezve a koncepciót.

### A 17-18. század: a filozófiai nyelvek megjelenése
A 17. században sok törekvés irányult „filozófiai” és „tényeket mellőző” nyelvek konstrukciójára:
- Francis Lodwick: A Common Writing (1647) és The Groundwork or Foundation laid (or So Intended) for the Framing of a New Perfect Language and a Universal Common Writing (1652)
- Sir Thomas Urquhart: Ekskybalauron (1651) és Logopandecteision (1652)
- George Dalgarno: Ars signorum (1661)
- John Wilkins: Essay towards a Real Character, and a Philosophical Language (1668)

Ezek a korai mesterséges nyelvek hierarchiai osztályozási rendszereket hoztak létre. Leibniz hasonló szándékkal írta meg „lingua generalis”-át 1678-ban, melyben karakterek lexikonjára alapozta a felhasználó esetleges számításait – automatikusan igaz állítást teremtve – és mintegy melléktermékként létrehozva a bináris rendszerben történő számítást.
Nem csak a nyelvtan lecsökkentésére és modellezésére irányultak ezen törekvések, hanem próbáltak minden tudást karakterekbe vagy hierarchiákba rendezni. Így alakult meg többek között az Encyclopédie. Sok 17-18. századi mesterséges nyelv paszigráfia, vagy csupán írott formában létező nyelvek beszélt forma nélkül, esetleg beszélt formával, ahol a kiejtés hasonult az olvasók anyanyelvéhez (Leopold Einstein, 1992).
Leibniz és az enciklopédikusok felismerték, hogy lehetetlen az emberi tudást egyértelműen egy ágrajzba rendezni, és következésképpen megszerkeszteni egy tényeket és tudást mellőző nyelvet a koncepciók ilyenfajta osztályozása alapján. D’Alembert bírálta a korábbi századok filozófiai nyelveit Charactére című feljegyzésében. Az Encyclopédie után a hasonló nyelvek kidolgozása csak a bolondok passziója maradt. Különböző szerzők, anélkül, hogy tisztában lennének eme ötlet történetével, folytatták a taxonomikus filozófiai nyelvek kidolgozását egészen a 20. századig. A legfrissebb megtervezett nyelveknek szerényebb céljaik vannak; némelyiknek határt szab egy speciális terület, mint pl. a matematikai formalizmus vagy kalkulusz, másokat arra terveztek, hogy kiküszöböljék a szintaktikai kétértelműséget (pl. Loglan és Lojban) vagy maximalizálják a tömörséget (pl. Ithkuil).

### 19-20. század: segédnyelvek megjelenése
Már az Enciklopédia beszámol kezdetleges segédnyelvekről. Joachim Faiguet de Villeneuve a Langue című írásában röviden beszámol a francia egy „szófukar”, erősen szabályozott nyelvtanú változatáról. A 19. század során zavarba ejtő mennyiségű változat jelenik meg hasonló segédnyelvekből, Louis Couturat és Leopold Leau a Historie de la langue universelle-ben (1903) 38 változatról számolnak be.
Az első ezek közül, mely nemzetközi hatással is bírt a Johann Martin Schleyer által bemutatott volapük, mely egy évszázad alatt úgy elterjedt, hogy 283 volapük klub létesült szerte a világban. Azonban véleménykülönbségek Schleyer és a nyelv pár kiemelkedő használója között szakadáshoz vezetett, és az 1890-es évek közepe táján feledésbe merült, utat engedve az eszperantónak, melyet Lazar Markovics Zamenhof mutatott be 1887-ben. Jelenleg az interlingua a legtöbbek által beszélt segédnyelv, melyről 1951 lehetett először hallani, miután a International Auxiliary Language Association megjelentette az interlangua-angol szótárat. Az eszperantó sikere azonban nem vette el a kedvét másoknak attól, hogy új nyelveket konstruáljanak; Leslie Jones megalkotta az eurolengót, melyben az angol és spanyol elemeket keveri, He Yafu a mondlangót, mely jellemzően angol gyökerekkel bír latin helyett.
A loglan a segédnyelvek alapvető funkcióját, a használhatóságot szem előtt tartva lett megkonstruálva, ennek ellenére csak kevés ember beszéli hasonló nyelvek bármelyikét is.
A Robot Interaction Language (2010) egy beszélt nyelv, mely az emberek és robotok közötti optimális kommunikációt hivatott biztosítani; az embereknek könnyű megtanulni, és a robotok beszéd észlelő algoritmusaira van optimalizálva.

### Művészi nyelvek
A művészi nyelvek célja a szépség irodalmi, és esztétikai szempontból. A korai modern irodalomban bukkantak fel először (utópiákban jellemző), azonban csak a 20 (Higley, 2007). század elejétől ismerik el a művészi nyelveket komoly irodalmi/nyelvészi teljesítménynek. A Mars hercegnője Edgar Rice Burroughstól valószínűleg az első regénye volt a 20. századnak, ahol konstruált nyelv felbukkan. J. R. R. Tolkien volt az első, aki egy kitalált nyelvcsaládot alkotott meg, valamit az első akadémikus, aki a művészi nyelvekről értekezik „A Secret Vice” címmel 1931-ben egy konferencián. (George Orwell újbeszél nyelvét a segédnyelvek szatírájaként tartják számon.)
A 21. század hajnalára általános jelenséggé vált, hogy a science-fiction illetve fantasy világok saját nyelvvel/nyelvekkel bírnak, vagy még gyakrabban csak egy meglehetősen korlátozott szótárral, ami a nyelv létezését sejteti. Ilyenekkel találkozhatunk például a Csillagok háborúja, Star Trek, Csillagkapu, Trónok harca, az Avatar vagy a Dűne világaiban, illetve a hasonló világokat megjelenítő videojátékokban is.

## Emberi felhasználású nyelvek
- Amelu
- Antido
- Arcaicam Esperantom
- Ceqli
- Comunleng
- Dastmen-Dactmen[1]
- Egyszerű angol nyelv (Basic English)
- Ekspreso
- Eszperantó
- Eurolatin
- Europanto
- Fasile
- Folkspraak
- Gestuno (jelnyelv)
- Idiom Neutral
- Ido
- Intal
- Interlingua de IALA
- Intersistemal
- Ithkuil
- Kotava
- Latino sine flexione (Interlinguaként is ismert, nem összetévesztendő az IALA-féle Interlingua nyelvvel)
- Lingua franca nova
- Lingua ignota
- Lingvologia
- Lojban (és TLI Loglan)
- Mundolinco
- Neo
- Novial
- Novalo
- Kínai mandarin
- Occidental (Interlingueként is ismert, nem összetévesztendő az IALA-féle Interlingua nyelvvel)
- Romanica
- Romanid
- Romanova
- Szanszkrit
- Slovio
- Solresol
- Sona
- toki pona
- Uropi
- Xynder
- Volapük

## Gépi fordítást segítő nyelvek
- Lojban
- Lincos

## Nem beszédre tervezett nyelvek
- jelbeszéden alapuló nyelvek, mint a Gestuno
- a katonai, építőipari, sport- stb. körökben alkalmazott kézjelek
- Bliss szimbólumok

## Tudásreprezentációs nyelvek
- CycL (Douglas Lenat Cyc projektjéből)
- KIF (a SUO projekt használja)
- Loom (a Dél-kaliforniai Egyetem Loom projektje)
- Padremoñal nyelv, a spanyol nyelv "népies" változata, Francesc Ojeda Briones nyelvész alkotása

## Képzeletbeli világok és emberek nyelvei
- Quenya – a J. R. R. Tolkien által alkotott 14 mesterséges nyelvek egyike. A tündék egyik nyelve. Főleg A Gyűrűk Urából ismert.
- Sindarin a J. R. R. Tolkien által alkotott 14 mesterséges nyelvek egyike. A tündék egyik nyelve
- Babel-17, Samuel Delany Babel–17 művéből
- Brithenig, Andrew Smith – Ill Bethisad
- Drac, az idegenek nyelve Barry B. Longyear Kedves ellenségem művében
- Goa’uld nyelv a Csillagkapu c. filmsorozatban
- Klingon, romulán, vulkáni, kardassziai, ferengi és vorta nyelvek a Star Trek filmekből és sorozatokból
- Láadan, Suzette Haden Elgin Native Tongue sci-fi művéből és folytatásaiból
- Középfölde nyelvei: sindarin, quenya; khuzdul J. R. R. Tolkien műveiből
- Nadsat, Anthony Burgess Mechanikus narancs (A Clockwork Orange) c. művéből
- Na'vi, a 2009-es Avatar filmbéli Pandora hold lakóinak nyelve
- Nitan, Görgey Etelka Csodaidők c. művéből
- Orghast, Peter Brook és Ted Hughes azonos nevű drámai művének kitalált, mágikus nyelve
- Pravic, Ursula K. Le Guin A kisemmizettek (The Dispossessed) c. művéből
- Syldavian, Hergé Tintin történeteiből
- Újbeszél, George Orwell 1984 c. művéből
- Újmagyar, a XXX. század magyar nyelve, a Mézga család c. rajzfilmsorozatból
- Wenedyk, Jan van Steenbergen – Ill Bethisad
- restituált ómagyar nyelv – Kodolányi János rekonstrukciója a tatárjárás kori magyar nyelvformáról az ormánsági magyar nyelvjárás alapján.[2][3]
- Halandzs, sellő nyelv és a troll nyelv a Harry Potter regényekből
- Énoki nyelv, John Dee 16. századi gondolkodó és okkultista naplójából ismert, az angyalok állítólagos nyelve. Az Odaát sorozat epizódjaiban hallható.

## Nyelvi játékok
- Geringoso
- Pig latin
- Ubbi dubbi
- Verlan
- Eszperente (nem eszperantó)

## Ajánlott irodalom
- Higley, Sarah L.. Hildegard of Bingen's Unknown Language. Palgrave Macmillan (2007)
- Einstein, Leopold. Al la historio de la Provoj de Lingvoj Tutmondaj de Leibnitz ĝis la Nuna Tempo. USA: Fundamenta Krestomatio (1884)
- Umberto Eco: A tökéletes nyelv keresése; ford. Gál Judit, Kelemen János, szerk. Kontler László; Atlantisz, Budapest, 1998 (Európa születése)